# ونکی گورنه (استان پودکارپاتسکیه)
ونکی گورنه (استان پودکارپاتسکیه) (به لاتین: Łęki Górne) یک روستا در لهستان است که در گمینا پیلزنو واقع شده‌است. ونکی گورنه ۱٬۷۰۰ نفر جمعیت دارد.